# Kinoko Nasu
Kinoko Nasu (奈須 きのこ?, Nasu Kinoko; Kumamoto, 28 novembre 1973) è uno scrittore, sceneggiatore e autore di videogiochi giapponese.
Conosciuto principalmente per la saga letteraria di Kara no kyōkai e per le visual novel Tsukihime e Fate/stay night, è inoltre cofondatore di Type-Moon.

## Biografia
Nel 2000, insieme all'amico Takashi Takeuchi, Nasu crea la Type-Moon, originariamente un dōjin soft, per creare la visual novel Tsukihime, che ben presto guadagna un enorme successo, dovuto anche allo stile di narrazione unico di Nasu.
Nasu è stato influenzato anche da Hideyuki Kikuchi, Yukito Ayatsuji, Sōji Shimada, Natsuhiko Kyogoku, Kenji Takemoto, Ken Ishikawa, e Yasuhiro Nightow.
La visual novel ha avuto un seguito, Kagetsu Tohya, pubblicato nel 2001.
Con il successo di Tsukihime, la Type-Moon diventa un'organizzazione commerciale, e un sequel per Tsukihime, Kagetsu tōya, viene pubblicato durante l'agosto del 2001. Il 28 gennaio 2004, la Type-Moon pubblica la visual novel di Fate/stay night, scritta sempre da Nasu; anche questa ottiene un enorme successo e diventa una delle visual novel più popolari nel giorno stesso dell'uscita. Il 28 ottobre 2005 esce il sequel di Fate/stay night, Fate/hollow ataraxia. Entrambe le opere di Nasu (Tsukihime e Fate/stay night) sono state adattate a manga e anime piuttosto popolari.

## Lavori

### Light Novel
- Kara no kyōkai
- Notes. (Angel Voice)
- Mahōtsukai no yoru
- Kōri no Hana (氷の花?, Fiori di ghiaccio)
- Decoration Disorder Disconnection
- Garden of Avalon
- Tsuki no sango
- Fate/Zero (supervisione)

### Visual novel
- Tsukihime
- Kagetsu tōya
- Fate/stay night
- Fate/hollow ataraxia
- Mahōtsukai no yoru
- Tsukihime: A piece of blue glass moon

### Videogiochi
- Melty Blood – L'originale videogioco di combattimento Melty Blood, distribuito nel dicembre 2002, contiene una Story Mode estesa, che è una visual novel dove la storia si dirama a seconda del risultato della battaglia. Nasu ha inoltre scritto il dialogo per l'Arcade Mode, uscita per la prima volta in Melty Blood: Re-Act, distribuito nel maggio 2004.
- 428: Shibuya Scramble – Nasu ha scritto uno scenario speciale per il gioco, assieme al cofondatore Takashi Takeuchi che disegnava e provvedeva ai character designs. Questo scenario fu successivamente adattato in un anime, Canaan.[4]
- Fate/Extra
- Fate/Extra CCC
- Fate/Grand Order

### Anime
- Onegai! Einzbern sōdanshitsu
- Fate/Grand Order: Moonlight/Lostroom
- Fate/stay night: Unlimited Blade Works – Un adattamento di Fate/stay night che è iniziato nell'ottobre 2014, gli episodi dell'anime sono stati scritti da Nasu, che è anche responsabile per i contenuti e le scene originali trovati negli episodi e non inclusi nella visual novel.
- Fate/Extra Last Encore

## Omaggi
L'asteroide della fascia principale 54563 Kinokonasu è dedicato all'autore.